# Yongdingmen
Yongdingmen (en chinois simplifié : 永定门 ; chinois traditionnel : 永定門 ; pinyin : Yǒngdìngmén ; mandchou : Enteheme toktoho duka ; littéralement « Porte de la stabilité éternelle ») était une ancienne porte sur la section externe des murs de la vieille ville. 
Construite en 1553, elle est abattue dans les années 1950 pour faire place au nouveau système de routes de Pékin. En 2005, la porte est reconstruite sur l'ancien site.